# فيلق إس إس بانزر III (الجرماني)
فيلق إس إس بانزر III (الجرماني) عبارة عن فيلق مدرع تابع لفافن إس إس الألمانية شهد حركة على الجبهة الشرقية خلال الحرب العالمية الثانية.

## التاريخ
تم تشكيل الفيلق في أبريل عام 1943 كمقر لتشكيل بانزر فيكينج إس إس وفرقة المتطوعين إس إس بانزرجرينادير نوردلاند. تم وضع الفيلق تحت سيطرة قائد فيكينج السابق إس إس-أوبر غروبن فوهررفيليكس شتاينر. بعد التدريب، شارك الفيلق في عمليات ضد الثوار اليوغوسلاف. تم إرسال الفيلق بعد ذلك إلى قطاع هادئ لمجموعة الجيوش الشمالية، الذي يتكون الآن من فرقة نوردلاند والمتطوعون الهولنديون. في هذه المرحلة، تم إرسال فيكينج جنوبًا وخضع لسيطرة للجيش الثامن التابع لمجموعة الجيوش الجنوبية.

## القادة
- إس إس-أوبر غروبن فوهرر فيليكس شتاينر (1 May 1943 - 30 October 1944)
- إس إس-أوبر غروبن فوهرر Georg Keppler (30 أكتوبر 1944 - 4 فبراير 1945)
- إس إس- أوبر غروبن فوهرر Matthias Kleinheisterkamp (4 فبراير 1945 - 11 فبراير 1945)
- Generalleutnant Martin Unrein (11 فبراير 1945 - 5 مارس 1945)
- إس إس-أوبر غروبن فوهرر فيليكس شتاينر (5 مارس 1945 - 8 مايو 1945)